# Powellomyces variabilis
Powellomyces variabilis är en svampart som beskrevs av Longcore, D.J.S. Barr & Désauln. 1995. Powellomyces variabilis ingår i släktet Powellomyces och familjen Spizellomycetaceae.   Inga underarter finns listade i Catalogue of Life.